# Яйца Фаберже
Я́йца Фаберже́ — серия ювелирных изделий фирмы Карла Фаберже в виде пасхальных яиц. Изделия создавались в 1885—1917 годах по заказам Российского Императорского дома и частных покупателей.
Всего было создано как минимум 52 императорских яйца (52-е осталось незаконченным), 7 яиц, предназначавшихся в подарок богатейшей предпринимательнице, наследнице иркутских золотых приисков, В. П. Базановой-Кёльх, выполненных по заказам её мужа; по одному яйцу для Юсуповых, Ротшильдов, Нобелей и Вандербильтов, и несколько прочих, точное количество которых является предметом для дискуссии.
Словосочетание «яйца Фаберже» стало синонимом роскоши и эмблемой богатства Императорского дома и дореволюционной России.

## История возникновения
Карл Фаберже и ювелиры его фирмы создали первое яйцо в 1885 году. Оно было заказано императором Александром III как пасхальный сюрприз для его жены Марии Фёдоровны. Так называемая «Курочка» снаружи покрыта белой, имитирующей скорлупу, эмалью, а внутри, в «желтке» из матового золота, — изготовленная из цветного золота курочка. Внутри курочки, в свою очередь, спрятаны небольшая копия императорской короны из золота с бриллиантами и цепочка с рубиновым кулоном (ср. традицию складывающихся матрёшек).
Идея подобного ювелирного изделия не была оригинальной:

Пасхальное яйцо Фаберже должно было стать вольной интерпретацией яйца, изготовленного в начале XVIII века, 3 экземпляра которого известны и сегодня. Они находятся: в замке Розенборг (Копенгаген); в музее Истории искусств (Вена) и в частной коллекции (ранее — в художественной галерее «Зелёные своды», Дрезден). Во всех упомянутых экземплярах яиц спрятана курочка, открыв которую, можно обнаружить корону, а в ней — кольцо. Считается, что императору хотелось порадовать супругу сюрпризом, который напомнил бы ей хорошо знакомое изделие из датской королевской сокровищницы.

Императрица была так очарована подарком, что Фаберже, превратившийся в придворного ювелира, получил заказ изготавливать по яйцу ежегодно; ему следовало быть уникальным и содержать какой-либо сюрприз, это было единственным условием. Следующий император, Николай II, сохранил эту традицию, каждую весну даря, в свою очередь, два яйца — одно Марии Фёдоровне, своей овдовевшей матери, и второе — Александре Фёдоровне, новой императрице.

## Дизайнеры и мастера
Изготовление каждого яйца занимало практически год. Структура фирмы Фаберже опережала своё время: ювелирные фирмы, входящие в концерн, были достаточно самостоятельны в работе. Многие ювелиры, работающие у Фаберже, владели собственными фирмами, но считали честью участвовать в исполнении императорского заказа. Имена мастеров говорят об интернациональном составе команды: из 24 мастеров 14 были родом из Финляндии или работали по приглашению родных. Вначале утверждался эскиз. Потом за работу бралась целая команда ювелиров фирмы. Имена некоторых дизайнеров и ювелиров сохранились (так что говорить, что автор всех яиц — Карл Фаберже, не следует). Особенно велик вклад мастера Михаила Перхина. Также упоминаются Август Холмстрём, Альберт Хольстром, Август Холлминг, Франц Бирбаум, Хенрик Вигстрём, Эрик Коллин, Виктор Ааре, Хъялмар Армфелт, Стефан Вякева, Альма Пиль — единственная женщина-художник, автор стиля изморозь на хрустале, придумавшая «Зимнее яйцо».
Серия императорских яиц пользовалась такой славой, что фирма Фаберже выполнила несколько изделий и для частных заказчиков (известно о 15). Среди них стоит особняком серия из 7 яиц, подаренных золотопромышленником Александром Фердинандовичем Кельхом своей супруге. Кроме того, существует ещё 8 яиц Фаберже, выполненных на заказ (для Феликса Юсупова, племянника Альфреда Нобеля, Ротшильдов, герцогини Мальборо и неустановленных лиц). Они не такие роскошные, как императорские, и не являются оригинальными, зачастую повторяя тип, придуманный для царских подарков.
Возможно, для частных лиц были выполнены ещё какие-либо изделия, но они никогда не были задокументированы (в отличие от царских яиц), что оставляет некоторую свободу для умелых фальсификаторов. Пример неожиданного открытия — выставленное на продажу осенью 2007 года «яйцо Ротшильдов», которое было заказано представителями клана в фирме Фаберже и хранилось среди семейного имущества, не афишируясь, целое столетие.

### Коллекции
| Коллекции                                                                       | Кол-во |
| ------------------------------------------------------------------------------- | ------ |
| Императорские:                                                                  | 52     |
| Оружейная палата, Москва, Россия                                                | 10     |
| Музей Фаберже, Санкт-Петербург, Россия (фонд «Связь времён» В. Ф. Вексельберга) | 9      |
| Виргинский музей изящных искусств, Ричмонд, штат Виргиния, США                  | 5      |
| Королевская коллекция Карла III, Великобритания                                 | 3      |
| Метрополитен-музей, Нью-Йорк, штат Нью-Йорк, США                                | 3      |
| Фонд Эдуара и Мориса Сандоз, Швейцария                                          | 2      |
| Музей Хиллвуд, Вашингтон, США                                                   | 2      |
| Художественный музей Уолтерс, Балтимор, штат Мэрилэнд, США                      | 2      |
| Художественный музей Кливленда, штат Огайо, США                                 | 1      |
| Коллекция князя Альбера II, Монте-Карло, Монако                                 | 1      |
| Минералогический музей имени А. Е. Ферсмана, Москва, Россия                     | 1      |
| Музей Фаберже, Баден-Баден, Германия                                            | 1 (?)  |
| Частные коллекции                                                               | 6      |
| Местонахождение неизвестно                                                      | 6      |
| Яйца Кельха:                                                                    | 7      |
| Музей Фаберже, Санкт-Петербург, Россия (фонд «Связь времён» В. Ф. Вексельберга) | 2      |
| Коллекция короля Карла III, Великобритания                                      | 1      |
| Частные коллекции                                                               | 4      |
| Прочие:                                                                         | 10     |
| Музей Фаберже, Санкт-Петербург, Россия (фонд «Связь времён» В. Ф. Вексельберга) | 2      |
| Государственный Эрмитаж, Санкт-Петербург, Россия                                | 1      |
| Художественный музей Кливленда, штат Огайо, США                                 | 1      |
| Фонд Эдуара и Мориса Сандоз, Швейцария                                          | 1      |
| Частные коллекции                                                               | 5      |

Из 71 известного яйца до наших дней дошло 65. Подавляющее большинство из них хранится в государственных музеях. Императорских яиц известно 54: до нашего времени сохранились 48 штук, сделанных по царскому заказу; остальные известны по описаниям, счетам и старым фотографиям и считаются утерянными. Только одно из них, «Георгиевское», смогло покинуть Советскую Россию вместе с законной владелицей — в 1918 году, в багаже императрицы Марии Фёдоровны, уехавшей через Крым на свою родину, в Данию. Остальные остались в Петрограде. Очевидно, большинство из них исчезло в неразберихе, прочие (24 шт.?) вместе с другими императорскими драгоценностями были перевезены в новую столицу, в будущее Алмазное хранилище Кремля.
Там они хранились запакованными примерно до 1930 года, когда в рамках общей распродажи культурного наследия Советской России в поиске средств, по приказу Сталина 14 из них было продано, причём, как утверждают, некоторые по цене меньше чем 400 долларов США. Продажей занималось учреждение под названием Контора «Антиквариат». Большинство из них было приобретено американским предпринимателем Армандом Хаммером (1898—1990) и английским дилером Эмануэлем Сноуменом (1886—1970).
После коллекции, хранящейся в Кремле, самое большое собрание удалось собрать нью-йоркскому магнату Малкольму Форбсу (1919—1990). Оно включало 11 императорских яиц, несколько разрозненных «сюрпризов» из неизвестных или несохранившихся яиц, а также 4 частных яйца (всего 15). В феврале 2004 года наследниками Форбса собрание предполагалось выставить на аукцион, где бы оно, вероятно, ушло поштучно, но за несколько дней до начала торгов коллекция была целиком перекуплена российским олигархом Виктором Вексельбергом. С 2013 года коллекция Виктора Вексельберга экспонируется в созданном им Музее Фаберже в Санкт-Петербурге, расположенном во дворце Шуваловых-Нарышкиных.
Всего на исторической родине, в России, яйца Фаберже, ставшие одним из её символов, теперь можно увидеть в четырёх местах. В их число, кроме вышеупомянутых Оружейной палаты и Музея Фаберже в Санкт-Петербурге, входит Государственный Эрмитаж и Минералогический музей имени А. Е. Ферсмана.

### Описание
Яйца изготавливались из золота, серебра, драгоценных камней и т. д. В ход шли эмали и тонкая ювелирная работа. Подчас мастера экспериментировали с не очень традиционными материалами — горный хрусталь, драгоценные сорта древесины. Доказательством подлинности служит клеймо фирмы Фаберже.
Стоимость одного яйца по ценам рубежа XIX—XX вв. варьировалась от 1500 до 28300 рублей. (Российская империя).
Иногда яйца крупнее натуральной величины и больше, чем кажутся по иллюстрациям: высота некоторых (с подставкой) могла достигать 20 см. Традиционно внутри каждого должен был содержаться какой-либо сюрприз. Часто это были миниатюры с портретами того, кому яйцо предназначалось, и членов его семьи. Выполнялись также яйца-часы с заводными частями (петухами и кукушками).

## Список ювелирных изделий

### Пятьдесят два императорских яйца

#### Царствование Александра III
| №  | Год  | Изображение | Название                       | Особенности | Материалы                                                                              | Первый владелец | Владелец |
| -- | ---- | ----------- | ------------------------------ | --- | -------------------------------------------------------------------------------------- | --------------- | --- |
| 1  | 1885 |             | «Курочка»                      | Первый пасхальный подарок серии «императорских яиц». Наиболее простое и классическое яйцо: «белок» из белой эмали, внутри «желток» из золота, внутри него — курочка из цветного золота, а внутри неё — рубиновая корона (утеряна). | золото, белая эмаль, рубины, бриллианты                                                | Мария Фёдоровна | Музей Фаберже в Санкт-Петербурге (фонд «Связь времён» Виктора Вексельберга). Арестовано в Великобритании в мае 2022 года в рамках санкций против Виктора Вексельберга.                   |
| 2  | 1886 |             | «Курочка с сапфировым кулоном» | По информации из Государственного архива СССР: «Курица из золота и бриллиантов, вынимающая из лукошка сапфировое яйцо». | золото, сапфиры, бриллианты                                                            | Мария Фёдоровна | Неизвестен. Утеряно. |
| 3  | 1887 |             | «Золотое яйцо с часами»        | Золотое яйцо с часовым механизмом от Vacheron Constantin. | золото, сапфиры, бриллианты                                                            | Мария Фёдоровна | Частная коллекция с 2014 года (было найдено в 2012 году, до этого почти сто лет считалось пропавшим). Часть экспертов выражают сомнения в том, что найденное яйцо идентично утраченному. |
| 4  | 1888 |             | «Херувим и колесница»          | Двухколёсная колесница, управляемая херувимом, на которой лежит яйцо. Сюрприз в яйце — херувим с часами. | золото, сапфиры, позолоченное серебро, бриллианты                                      | Мария Фёдоровна | Неизвестен. Утеряно. На иллюстрации — компьютерная графическая копия (рисунок), выполненный на основании дореволюционных описаний и единственной мутной фотографии.                      |
| 5  | 1889 |             | «Несессер»                     | Вероятно, содержал маникюрный набор из 13 предметов. | золото, сапфиры, изумруды, рубины, возможно жемчуг, бриллианты                         | Мария Фёдоровна | Неизвестен. Утеряно. |
| 6  | 1890 |             | «Датские дворцы»               | Яйцо украшенное розово-лиловой эмалью. Разделено на 12 секций бриллиантами огранки «Розой». Пересечения и верхушка украшены чеканными листьями. Внутри сюрприз — миниатюрная ширма в виде 10 акварельных картин-панелей на перламутре с видами дворцов в Дании и России. | разноцветное золото, сапфиры, изумруды, перламутр, эмаль, бархат, бриллианты, акварель | Мария Фёдоровна | Фонд Матильды Геддингс Грей (экспозиция до 2021 года — Метрополитен-музей, Нью-Йорк, штат Нью-Йорк, США)                                                                                 |
| 7  | 1891 |             | «Память Азова»                 | Внутри: модель фрегата «Память Азова», на котором цесаревич Николай Александрович и его брат Георгий Александрович совершили плавание на Дальний восток в 1890—1891 годах. Ювелиры — Михаил Перхин и Юрий Николай. Стиль рококо. | золото, платина, гелиотроп, рубины, аквамарин, бриллианты, бархат                      | Мария Фёдоровна | Оружейная палата, Московский Кремль |
| 8  | 1892 |             | «Алмазная сетка»               | Яйцо из бавенита, украшено платиновой сеткой с бриллиантами. Подставка из жадеита (утеряна) в виде трёх державших яйцо херувимов (олицетворяют сыновей императора Александра III: наследника Николая, Георгия и Михаила). Сюрприз — слон из слоновой кости (датское гербовое животное), в 2015 году обнаружен в Королевской коллекции в Лондоне, до этого считался утраченным. | бавенит, платина, золото, атлас, бриллианты, жадеит, слоновая кость, эмаль             | Мария Фёдоровна | Частная коллекция Дороти и Арти Макферрин (экспозиция — Хьюстонский музей естественных наук, Хьюстон, штат Техас, США)                                                                   |
| 9  | 1893 |             | «Кавказское яйцо»              | Яйцо на золотой подставке (имитирует гнутое дерево) имеет 4 открывающихся окошка, на дверцах — цифры, образующие год вручения (1893). В окошках — миниатюры мест Кавказа, где жил сын императрицы великий князь Георгий Александрович. Считается, что сюрпризом являются акварельные миниатюры.                                                                                | разноцветное золото, жемчуг, бриллианты, слоновая кость, акварель, платина             | Мария Фёдоровна | Фонд Матильды Геддингс Грей (экспозиция до 2021 года — Метрополитен-музей, Нью-Йорк, штат Нью-Йорк, США)                                                                                 |
| 10 | 1894 |             | «Ренессанс»                    | Ювелир — Михаил Перхин, использовал за основу ларец Ле Роя (XVII в.), хранившийся в «Зеленых сводах» в Дрездене, на родине Фаберже. Сюрприз неизвестен, возможно, хрустальное яйцо «Воскресение» либо жемчужное украшение. | золото, белый агат, бриллианты, рубины, эмаль                                          | Мария Фёдоровна | Музей Фаберже в Санкт-Петербурге (фонд «Связь времён» Виктора Вексельберга) |

#### Царствование Николая II (XIX в.)
| №  | Год  | Изображение | Название                                  | Особенности | Материалы                                                                                             | Первый владелец      | Владелец |
| -- | ---- | ----------- | ----------------------------------------- | --- | --- | -------------------- | --- |
| 11 | 1895 |             | «Синее яйцо-часы со змеёй»                | Яйцо-часы, выполненное в традициях севрского фарфора. Сюрприз — работающий часовой механизм. Неподвижная змея служит часовой стрелкой. Заказано в 1894 Александром III для подарка своей супруге, Марии Федоровне; после его скорой смерти преподнесено на пасху 1895 года Марии Фёдоровне сыном Николаем II.                                               | золото, белая и синяя эмаль, бриллианты                                                               | Мария Фёдоровна      | Коллекция князя Альбера II, Монте-Карло, Монако                                                                       |
| 12 | 1895 |             | «Яйцо с бутоном розы»                     | Первое яйцо, подаренное Александре Фёдоровне. Стиль неоклассицизм. Сюрприз — жёлтая роза (в память о Дармштадте, родине императрицы, гордившемся своими цветами). Внутри цветка — корона, внутри которой кулон (утеряны). | золото, эмаль, рубины, бриллианты, бархат                                                             | Александра Фёдоровна | Музей Фаберже в Санкт-Петербурге (фонд «Связь времён» Виктора Вексельберга)                                           |
| 13 | 1896 |             | «Портреты Александра III»                 | Ювелир — Михаил Перхин. Яйцо было заказано новым императором для своей матери. На эмаль нанесены инициалы МФ и АIII (Мария Фёдоровна и Александр III), повторены 6 раз и инкрустированы бриллиантами. Сюрприз утерян. Вероятно, содержало 6 портретных миниатюр императора.                                                                                 | золото, гильошированная эмаль, рубины, бриллианты, бархат                                             | Мария Фёдоровна      | Музей Хиллвуд, Вашингтон, США                                                                                         |
| 14 | 1896 |             | «Яйцо с вращающимися миниатюрами»         | Яйцо из горного хрусталя, увенчанное крупным сибирским изумрудом, на постаменте из золота и хрусталя. Сюрприз — 12 миниатюр на золотой оси с видами памятных для императрицы мест. Нажатие на изумруд приводит миниатюры в движение. | горный хрусталь, золото, эмаль, изумруд, бриллианты                                                   | Александра Фёдоровна | Виргинский музей изящных искусств, Ричмонд, штат Виргиния, США                                                        |
| 15 | 1897 |             | «Розово-лиловое яйцо с тремя миниатюрами» | Из счета К. Фаберже: «розово-лиловое эмалевое яйцо с 3 миниатюрами». Сюрприз — три портретных медальона (Николая II, Александры и их первого ребёнка — Ольги) в виде сердца в неоклассическом стиле на подставке. При нажатии на ножку сердце раскрывается на три клеверных листка. Закрыть можно, нажав на одну из жемчужин.                               | золото, жемчуг, слоновая кость, эмаль, бриллианты                                                     | Мария Фёдоровна      | Неизвестен. Утеряно. Сюрприз находится в музее Фаберже в Санкт-Петербурге (фонд «Связь времён» Виктора Вексельберга). |
| 16 | 1897 |             | «Коронационное»                           | Самое известное из «Императорских» яиц. Сюрприз — точная 10-сантиметровая копия Императорской кареты Екатерины II для коронации Николая II. Дверца открывается и откидывается подножка. Утеряны мини-сюрпризы: подставка из жадеита и серебряных нитей, бриллиантовый и изумрудный кулоны. Ювелир — Михаил Перхин, Георг Штейн.                             | золото, жёлтая, чёрная, голубая, розовая и белая эмали, изумруд, бриллианты, горный хрусталь, платина | Александра Фёдоровна | Музей Фаберже в Санкт-Петербурге (фонд «Связь времён» Виктора Вексельберга)                                           |
| 17 | 1898 |             | «Пеликан»                                 | Яйцо покрыто золотом в стиле ампир и увенчано эмалевым гнездом с пеликанами (пеликан — символ благотворительности). Разворачивается на 8 пластин-миниатюр с изображениями учреждений, основанных вдовствующей Императрицей Марией Фёдоровной. Единственное яйцо, которое имеет бархатный чехол.                                                             | красное золото, эмаль, жемчуг, бриллианты, слоновая кость и акварель, бархат                          | Мария Фёдоровна      | Виргинский музей изящных искусств, Ричмонд, штат Виргиния, США                                                        |
| 18 | 1898 |             | «Ландыши»                                 | Эмалевое яйцо в стиле модерн, украшенное ландышами из жемчуга. Сюрприз — выдвигающиеся вверх три медальона с портретами императора и двух его старших дочерей Ольги и Татьяны. Мастер — Михаил Перхин. Стиль модерн. Как утверждают, самое любимое яйцо императрицы.                                                                                        | золото, эмаль, жемчуг, слоновая кость, бриллианты                                                     | Александра Фёдоровна | Музей Фаберже в Санкт-Петербурге (фонд «Связь времён» Виктора Вексельберга)                                           |
| 19 | 1899 |             | «Анютины глазки»                          | Яйцо из цельного нефрита на золотой ножке из гнутых листьев. К яйцу подняты стебли пяти бутонов и цветов анютиных глазок, украшенных камнями. Сюрприз — «мольберт» в виде сердца с медальончиками в виде открывающихся ягод земляники — генеалогическое дерево с портретами.                                                                                | нефрит, золото, эмаль, сапфиры, бриллианты, жемчуг, перламутр                                         | Мария Фёдоровна      | Частная коллекция Матильды Грей Стрим, Новый Орлеан, штат Луизиана, США                                               |
| 20 | 1899 |             | Яйцо-часы «Букет лилий»                   | Ещё одно яйцо-часы. Стрелкой является лук Купидона. Одно из самых высоких яиц серии. Украшено жёлтой эмалью. На вершине яйца из венка золотых роз прорастает букет лилий Мадонны. Сюрприз — рубиновый пандан с розами, утерян. Ювелир — Михаил Перхин. | золото, эмаль, халцедон, оникс, бриллианты, рубин                                                     | Александра Фёдоровна | Оружейная палата, Московский Кремль                                                                                   |
| 21 | 1900 |             | «Петушок»                                 | Ювелир — Михаил Перхин. Яйцо, покрытое эмалью, на подставке. Внутри — часовой механизм. Сюрприз — выскакивающий из под ажурной крышки на вершине заводной петушок, способный петь, открывать клюв и махать крыльями. | золото, эмаль, рубины, жемчуг, бриллианты                                                             | Мария Фёдоровна      | Музей Фаберже в Санкт-Петербурге (фонд «Связь времён» Виктора Вексельберга)                                           |
| 22 | 1900 |             | «Транссибирская магистраль»               | Серебряное яйцо, созданное в честь строительства и открытия Транссибирской магистрали. На яйце отчеканена карта империи с магистралью. Крышка украшена эмалью, увенчана гербовым орлом империи. Подставка из серебряных (позолоченных) грифонов на ониксовом основании. Сюрприз — механическая модель поезда (паровоз и 5 вагонов). Ювелир — Михаил Перхин. | серебро, золото, эмаль, бархат, оникс, бриллианты, платина, рубины                                    | Александра Фёдоровна | Оружейная палата, Московский Кремль                                                                                   |
| 23 | 1901 |             | «Гатчинский дворец»                       | Яйцо покрыто эмалью и разделено жемчужными полосками, украшено рисованными узорами. Сюрприз — копия главной загородной резиденции вдовствующей императрицы. Не вынимается. Ювелир — Михаил Перхин. | золото, серебро, эмаль, рубины, жемчуг, хрусталь, бриллианты                                          | Мария Фёдоровна      | Художественный музей Уолтерс, Балтимор, штат Мэрилэнд, США                                                            |
| 24 | 1901 |             | «Корзинка цветов»                         | Корзинка имеет яйцевидную форму, дугообразную ручку и пышный букет цветов на моховой подложке (из металлических нитей). Цветы выполнены из золота и раскрашены разноцветной эмалью. Ножка была утрачена и реставрирована позже. Сюрприз утерян или не известен.                                                                                             | металл, золото, эмаль, бриллианты                                                                     | Александра Фёдоровна | Королевская коллекция Карла III, Великобритания                                                                       |

#### Царствование Николая II (1902—1914)
| №  | Год         | Изображение | Название | Особенности | Материалы | Первый владелец | Владелец |
| -- | ----------- | ----------- | --- | --- | --- | --- | --- |
| 25 | 1902        |             | «Ампир» («Нефритовое») | Содержало миниатюру Великой Княгини Ольги Александровны и её супруга, принца Петра Александровича Ольденбургского. | нефрит, золото, эмаль, серебро, жемчуг, бриллианты                                                                         | Мария Фёдоровна | Частная коллекция, Нью-Йорк, штат Нью-Йорк, США (было идентифицировано как яйцо Фаберже императорской серии в 2015 году, хотя впервые после долгого перерыва попало в поле зрения экспертов около 1995 года). Часть экспертов по-прежнему выражают сомнения в том, что найденное яйцо идентично утерянному. |
| 26 | 1902        |             | «Клевер» | Ажурное яйцо в стиле модерн. Узор составляют листья клевера. Покоится на подставке. Сюрприз утерян, предположительно, портретные миниатюры великих княжон. Из-за своей хрупкости очень редко передвигается или транспортируется. Одно из немногих яиц, не покидавших территорию России. | золото, эмаль, платина, оникс, бриллианты                                                                                  | Александра Фёдоровна | Оружейная палата, Московский Кремль |
| 27 | 1903        | [ 10 ]      | «Датский юбилей» | Золотое, эмалевое яйцо, поддерживаемое тремя львами, установлено на постаменте. На вершине — королевский слон. Сюрприз — двусторонний портрет короля Кристиана и королевы Луизы, родителей императрицы, в честь 40-й годовщины их восшествия на престол.                                | золото, эмаль, слоновая кость, бриллианты                                                                                  | Мария Фёдоровна | Неизвестен. Утеряно. |
| 28 | 1903        |             | «Пётр Великий» | Яйцо в стиле рококо, приурочено к 200-летнему юбилею Санкт-Петербурга. Внутри модель Медного всадника на сапфировой подставке. По бокам яйца — 4 миниатюры с видами Петербурга. | золото, эмаль, рубины, платина, хрусталь, бриллианты, сапфир                                                               | Александра Фёдоровна | Виргинский музей изящных искусств, Ричмонд, штат Виргиния, США |
|    | 1904 — 1905 |             | В данный период нет известных яиц. Предположительно, «Воскресение» или «Весенние цветы» или 2 утерянных и безымянных яйца. | В данный период нет известных яиц. Предположительно, «Воскресение» или «Весенние цветы» или 2 утерянных и безымянных яйца. | В данный период нет известных яиц. Предположительно, «Воскресение» или «Весенние цветы» или 2 утерянных и безымянных яйца. | В данный период нет известных яиц. Предположительно, «Воскресение» или «Весенние цветы» или 2 утерянных и безымянных яйца. | В данный период нет известных яиц. Предположительно, «Воскресение» или «Весенние цветы» или 2 утерянных и безымянных яйца. |
| 29 | 1906        |             | «Лебедь» | Лиловое яйцо (любимый цвет императрицы) на горном хрустале, имитирующем водную гладь. Раскрывается не ровно, а будто по линии скола. Сюрприз — золотой (посеребренный) лебедь в корзинке на аквамариновой подставке. Под крылом — заводной механизм, приводящий фигурку в действие.     | золото, эмаль, аквамарин, горный хрусталь, бриллианты                                                                      | Мария Фёдоровна | Фонд Эдуара и Мориса Сандоз, Лозанна, Швейцария |
| 30 | 1906        |             | «Московский Кремль» | Самое большое из яиц. Изображён Успенский собор. Через окна виден интерьер храма. Поддерживается дважды воспроизведёнными Спасской и Водовзводной башнями Кремля. Вся конструкция покоится на ониксовом постаменте. Внутри — заводные часы и музыкальная шкатулка.                      | золото, эмаль, стекло, оникс, бриллианты                                                                                   | Александра Фёдоровна | Оружейная палата, Московский Кремль |
| 31 | 1907        |             | «Колыбель с гирляндами» | Также называется «Трофеи любви». Горизонтально лежащее яйцо, украшенное эмалью в различных техниках. Подставка из оникса поддерживает «колыбель», в которой лежит яйцо. Сюрприз утерян. Стиль Людовика XVI.                                                                             | золото, эмаль, оникс, рубины, шелк, жемчуг, бриллианты                                                                     | Мария Фёдоровна | Частная коллекция Роберта М. Ли, США |
| 32 | 1907        |             | «Яйцо с решёткой и розами»                                                                                                 | Эмалевое яйцо, украшенное решеткой из алмазов, в ячейках располагаются бутончики и листья роз. Ювелир — Хенрик Вигстрём. Сюрприз утерян, предположительно, медальон с портретом царевича Алексея                                                                                        | золото, эмаль, бриллианты                                                                                                  | Александра Фёдоровна | Художественный музей Уолтерс, Балтимор, штат Мэрилэнд, США |
| 33 | 1908        |             | «Павлин» | Хрустальное яйцо установлено на подставке из витых листьев, раскрывается. Внутри дерево с павлином. Миниатюрный механический павлин может сниматься с веток и приводиться в движение. Ювелир — Дорофеев. Вдохновлено знаменитыми часами-павлином в Эрмитаже.                            | золото, эмаль, хрусталь, бриллианты                                                                                        | Мария Фёдоровна | Фонд Эдуара и Мориса Сандоз, Лозанна, Швейцария |
| 34 | 1908        |             | «Александровский дворец»                                                                                                   | Сделано из нефрита с миниатюрами императорских детей. Оригинальная подставка утеряна. Ювелир — Хенрик Вигстрём. Сюрприз — модель Александровского дворца в Царском селе. | золото, эмаль, рубины, нефрит, дерево, стекло, хрусталь, бриллианты                                                        | Александра Фёдоровна | Оружейная палата, Московский Кремль |
| 35 | 1909        |             | «Памятное Александра III»                                                                                                  | Полностью изготовлено из платины. Украшено алмазами. Сюрприз — миниатюрный бюст Александра III из ляпис-лазури. | платина, золото, эмаль, бриллианты, ляпис-лазурь                                                                           | Мария Фёдоровна | Неизвестен. Утеряно и яйцо, и сюрприз. |
| 36 | 1909        |             | Яхта «Штандарт» | Изображение яхты императора Александра III. Яйцо из горного хрусталя и ляпис-лазури на подставке из дельфинов. Яхта из золота, почти все детали подвижны. | золото, эмаль, хрусталь, ляпис-лазурь, стекло, жемчуг, бриллианты                                                          | Александра Фёдоровна | Оружейная палата, Московский Кремль |
| 37 | 1910        |             | «Конный памятник Александру III»                                                                                           | Ренессансное яйцо из хрусталя на подставке из платиновых ангелов. Внутри — золотая модель памятника императору работы Паоло Трубецкого. | платина, золото, эмаль, бриллианты, ляпис-лазурь                                                                           | Мария Фёдоровна | Оружейная палата, Московский Кремль |
| 38 | 1910        |             | «Колоннада» | Изображение храма любви в виде колоннады, внутри пара голубей, по периметру — ангелы, а на вершине яйца — Купидон. Сюрприз — часовой механизм. Изготовлено в честь рождения долгожданного наследника. Купидон символизирует цесаревича Алексея, 4 херувима — сестёр царевича.           | бавенит, золото, эмаль, бриллианты                                                                                         | Александра Фёдоровна | Королевская коллекция Карла III, Великобритания |
| 39 | 1911        |             | «Лавровое дерево» («Апельсиновое дерево»)                                                                                  | Яйцо образовано из запутанных ветвей дерева, украшенного камнями. Внизу подобие кадки и ограды. Внутри — заводная птичка, действующая как и петушок в одноимённом яйце. | золото, эмаль, нефрит,бриллианты, рубины, аметисты, оникс                                                                  | Мария Фёдоровна | Музей Фаберже в Санкт-Петербурге (фонд «Связь времён» Виктора Вексельберга) |
| 40 | 1911        |             | «15-я годовщина царствования»                                                                                              | Золотое яйцо, разделенное на 16 секторов, в каждом из которых — миниатюры (7 портретов членов семьи и 9 сцен царствования, включая коронацию, открытие музеев и памятников, обретение мощей Серафима Саровского). Ювелир — Хенрик Вигстрём.                                             | золото, эмаль, бриллианты, акварель, слоновая кость                                                                        | Александра Фёдоровна | Музей Фаберже в Санкт-Петербурге (фонд «Связь времён» Виктора Вексельберга) |
| 41 | 1912        |             | «Наполеоновское» | К 100-летней годовщине Отечественной войны. Сюрприз — ширма с 6 миниатюрами, изображающими представителей полков, почётным полковником которых была императрица. | золото, эмаль, бриллианты, бархат, атлас, рубины, платина, гуашь на слоновой кости                                         | Мария Фёдоровна | Фонд Матильды Геддингс Грей (экспозиция до 2021 года — Метрополитен-музей, Нью-Йорк, штат Нью-Йорк, США) |
| 42 | 1912        |             | «Царевич» | Яйцо в стиле Людовика XV выполнено из цельного осколка лазурита и украшено золотым узором. Сюрприз — алмазный двуглавый орёл с миниатюрным портретом царевича Алексея (предположительно, копия с утерянной миниатюры).                                                                  | золото, эмаль, ляпис-лазурь, платина, акварель, слоновая кость, бриллианты                                                 | Александра Фёдоровна | Виргинский музей изящных искусств, Ричмонд, штат Виргиния, США |
| 43 | 1913        |             | «Зимнее» | Прозрачное яйцо из хрусталя, платины и бриллиантов. Расположено на подставке из хрусталя, имитирующей тающий лед. Сюрприз — плетеная платиновая корзина с подснежниками из кварца. Дизайнер — Альма Пиль.                                                                               | хрусталь, платина, бриллианты, лунный камень, кварц                                                                        | Мария Фёдоровна | Коллекция эмира Катара Хамада ибн Халифы Аль Тани, Доха, Катар |
| 44 | 1913        |             | «300-летие дома Романовых»                                                                                                 | Эмалевое яйцо с миниатюрами русских правителей. Поддерживается позолоченным серебряным орлом, стоящим на «щите». Внутри — стальной глобус с обозначенной территорией Российской империи в 1613 и 1913 годах.                                                                            | серебро, золото, эмаль, бриллианты, горный хрусталь, вороненная сталь                                                      | Александра Фёдоровна | Оружейная палата, Московский Кремль |
| 45 | 1914        |             | «Екатерина Великая» («Розовые камеи»)                                                                                      | Также известен как «Гризайль» или «Розовые камеи». Золотое яйцо с чеканкой и камеями. Сюрприз утерян — паланкин с императрицей Екатериной внутри. Приводится в движение: арапы, несущие паланкин, переставляют ноги, а сами носилки катятся на колесиках.                               | золото, эмаль, бриллианты, хрусталь, бархат                                                                                | Мария Фёдоровна | Музей Хиллвуд, Вашингтон, США |
| 46 | 1914        |             | «Мозаичное» | Платиновая сетка по периметру усыпана драгоценными камнями. Разделено на овалы. На вершине — лунный камень. Сюрприз — камея на подставке с профилями детей. Дизайнер — Альма Пиль. Ювелир Альберт Хольстрём. Последнее яйцо без ограничений в бюджете.                                  | золото, платина, алмазы, рубины, изумруды, топазы, сапфиры, гранат, жемчуг, лунный камень, эмаль                           | Александра Фёдоровна | Королевская коллекция Карла III, Великобритания |

#### Царствование Николая II, Первая мировая война
| №  | Год  | Изображение | Название                                   | Особенности | Материалы                                                        | Первый владелец                                          | Владелец |
| -- | ---- | ----------- | ------------------------------------------ | --- | ---------------------------------------------------------------- | -------------------------------------------------------- | --- |
| 47 | 1915 |             | «Красный крест с портретами»               | Белое серебряное яйцо с красным крестом по середине. Сюрприз — 5 портретов близких императору женщин: две дочери, сестра, жена и кузина в форме медсестёр. | серебро, золото, эмаль, акварель н а слоновой кости              | Мария Фёдоровна                                          | Виргинский музей изящных искусств, Ричмонд, штат Виргиния, США |
| 48 | 1915 |             | «Триптих Красный крест»                    | Раскладывающееся яйцо, по дизайну похоже на предыдущее. По бокам яйца портреты великих княгинь Ольги и Татьяны. Внутри — изображение Сошествия в ад с изображением святых Ольги и Татьяны. | золото, эмаль, стекло, акварель                                  | Александра Фёдоровна                                     | Художественный музей Кливленда, Кливленд, штат Огайо, США |
| 49 | 1916 |             | «Орден Святого Георгия»                    | В честь награждения цесаревича Алексея медалью. Эмалевое яйцо, по периметру нанесена георгиевская лента. Сюрприз — портреты императора Николая и цесаревича, появляющиеся из двух георгиевских крестов. Последнее яйцо, полученное Марией Фёдоровной и единственное, которое ей удалось увезти с собой.                                                                            | золото, эмаль, хрусталь, серебро, акварель, слоновая кость       | Мария Фёдоровна                                          | Музей Фаберже в Санкт-Петербурге (фонд «Связь времён» Виктора Вексельберга) |
| 50 | 1916 |             | «Военное стальное»                         | Стальное яйцо с наложенными золотыми гербами и короной. Стоит на четырёх пулях и нефритовом постаменте. Сюрприз — миниатюра: визит императора и наследника в войска. Отсутствие роскоши — результат военного времени. Последнее, полученное императрицей Александрой. Возможно, блестящая полировка стали сделана во времена СССР, чтобы не появилась ржавчина.                    | сталь, золото, эмаль, нефрит, шелк, бархат                       | Александра Фёдоровна                                     | Оружейная палата, Московский Кремль |
| 51 | 1917 |             | «Берёзовое»                                | Согласно некоторым версиям, в 1917 году было изготовлено именно это яйцо. Изготовлено из карельской берёзы, по периметру опоясано золотыми обручами. Сюрприз утерян — механический слон из золота и серебра, украшенный розами и бриллиантами, сохранился лишь золотой ключ к нему.                                                                                                | золото, карельская береза,эмаль, серебро, алмазы                 | Предназначалось Марии Фёдоровне                          | Музей Фаберже в Баден-Бадене, Германия (коллекция Александра Иванова). Подлинность данного яйца вызывает сомнения у экспертного сообщества.                                                                                                |
| 52 | 1917 |             | «Созвездие» («Синее созвездие Цесаревича») | Не закончено и не подарено. Драгоценных камней нет. Яйцо предполагалось из синего стекла с нанесенной гравировкой — зодиакальное созвездие цесаревича (созвездие Льва), инкрустированное бриллиантами. Подставка из матового хрусталя в виде облаков и поддерживающих серебряных амуров. Внутри — часы. Амуры, инкрустация бриллиантами и часы не были сделаны или не сохранились. | горный хрусталь, синее стекло (предположительно серебро, алмазы) | Предназначалось Александре Фёдоровне, не было закончено. | Было обнаружено в 2001 году в фондах Минералогического музея им А. Е. Ферсмана в Москве, куда его передал на хранение академику А. Е. Ферсману перед эмиграцией из Советской России сын ювелира, Агафон Карлович Фаберже. Хранится там же. |

#### Особый случай
| №  | Год | Изображение | Название      | Особенности                                                                                      | Материалы                                  | Первый владелец | Владелец                                                                    |
| -- | --- | ----------- | ------------- | ------------------------------------------------------------------------------------------------ | ------------------------------------------ | --- | --------------------------------------------------------------------------- |
| 53 |     |             | «Воскресение» | Хрустальное яйцо, внутри скульптура воскрешения Христа. Ножка из 14-каратного золота и жемчужин. | золото, эмаль, горный хрусталь, бриллианты | Неизвестен, но, скорее всего, входит в Императорскую серию. Согласно одной из версий, могло служить сюрпризом для яйца «Ренессанс», внутрь которого помещается идеально (без ножки, добавленной позже). | Музей Фаберже в Санкт-Петербурге (фонд «Связь времён» Виктора Вексельберга) |

### Коллекция из семи пасхальных яиц семьи Кельх
Эти изделия заказывал русский предприниматель А. Кельх в подарок своей жене Варваре Петровне. Над их созданием трудился ювелир фирмы Фаберже Михаил Перхин. Подарки прекратились после 1904 года — с 1905 года, когда супруги официально начали жить отдельно и их финансовое положение заметно ухудшилось в связи с крахом на русско-японской войне.
| № | Год  | Изображение | Название           | Особенности | Материалы                                  | Первый владелец        | Владелец                                                                    |
| - | ---- | ----------- | ------------------ | --- | ------------------------------------------ | ---------------------- | --------------------------------------------------------------------------- |
| 1 | 1898 |             | «Курочка Кельха»   | Повторяет иконографию первого императорского «Куриного» яйца, но выполнено более роскошно. Красное эмалевое яйцо, открывается бриллиантовой кнопкой. Внутри разноцветная эмалевая курочка (детальная прорисовка) и миниатюрный мольберт с изображением Цесаревича (изначально, видимо, был портрет заказчицы). | золото, эмаль, хрусталь, замша, бриллианты | Варвара Кельх-Базанова | Музей Фаберже в Санкт-Петербурге (фонд «Связь времён» Виктора Вексельберга) |
| 2 | 1899 |             | «Яйцо с панелями»  | Яйцо отделано двенадцатью эмалевыми панелями. Сюрприз утерян |                                            | Варвара Кельх-Базанова | Королевская коллекция Карла III, Великобритания                             |
| 3 | 1900 |             | «Сосновая шишка»   | Сюрприз — слон с погонщиком. Куплено за 2,8 млн долл. вдовой основателя корпорации «Макдоналдс». |                                            | Варвара Кельх-Базанова | Коллекция Джоан Крок, Сан-Диего, штат Калифорния, США                       |
| 4 | 1901 |             | «Цветы яблони»     | Нефритовое яйцо, по своей красоте и мастерству исполнения не уступающее императорским (из-за чего долгое время считалось таковым). Сюрприз утерян. |                                            | Варвара Кельх-Базанова | Коллекция Петера Гроопа, Вадуц, Лихтенштейн                                 |
| 5 | 1902 |             | «Рокайльное»       | Сюрприз — сердечко с тремя миниатюрами, очень похож на сохранившийся сюрприз из не дошедшего до наших времен «Мальвового» Императорского яйца. |                                            | Варвара Кельх-Базанова | Фонд Артура и Дороти Макферрин, США                                         |
| 6 | 1903 |             | «Бонбоньерка»      | Сюрприз — футляр (ювелирная коробка с датой «1903»), внутри — миниатюрный кулон. |                                            | Варвара Кельх-Базанова | Частная коллекция, Австралия                                                |
| 7 | 1905 |             | «Шантеклер Кельха» | В этом яйце используется мотив императорского яйца «Петушок». Сюрприз — работающий часовой механизм. |                                            | Варвара Кельх-Базанова | Музей Фаберже в Санкт-Петербурге (фонд «Связь времён» Виктора Вексельберга) |

### Остальные четыре яйца Фаберже, первый владелец или заказчик которых известны
| № | Год      | Изображение | Название                  | Особенности | Первый владелец | Владелец                                                                    |
| - | -------- | ----------- | ------------------------- | --- | --- | --------------------------------------------------------------------------- |
| 1 | ок. 1902 |             | «Яйцо герцогини Мальборо» | Повторяет тип императорского яйца «Синие часы со змеёй». Также известно под названием «Розовые часы со змеёй». | Консуэло Вандербильт, герцогиня Мальборо | Музей Фаберже в Санкт-Петербурге (фонд «Связь времён» Виктора Вексельберга) |
| 2 | 1902     |             | «Ротшильдовское»          | На лицевой стороне находятся миниатюрные часы, сюрприз — автоматический петушок из драгоценных камней внутри яйца. Он расправляет крылья, взмахивает ими четыре раза, затем три раза кланяется своей головкой, раскрывает клюв и поёт. Это повторяется каждый час; длительность «выступления» — 15 секунд. После этого концерта колокольчик отбивает часовые удары. Мастер — Михаил Перхин. | Данное яйцо было приобретено у фирмы Фаберже семьей Эфрусси. В 1905 году Беатриса Эфрусси преподнесла это яйцо в качестве подарка на помолвку Жермены Альфан и своего младшего брата, барона Эдуарда де Ротшильда.     | Государственный Эрмитаж                                                     |
| 3 | 1907     |             | «Яйцо-часы Юсуповых»      | Яйцо-часы были выполнены для матери князя Феликса Юсупова, богатейшей аристократки, ближайшей подруги императорской фамилии. Мастер — Михаил Перхин. | Зинаида Юсупова | Фонд Эдуара и Мориса Сандоз, Лозанна, Швейцария                             |
| 4 | 1914     |             | «Ледяное яйцо Нобеля»     | Платиновое яйцо, украшенное гравированной эмалью в виде заиндевевших узоров. Сюрприз — подвеска с часами, украшенная имитацией ледяных узоров из бриллиантов и платины. Корпус подвески выполнен из горного хрусталя. | Яйцо считается подарком русско-шведского предпринимателя Эммануила Людвиговича Нобеля неизвестному лицу (вероятно, русской даме). Было продан парижскому арт-дилеру вскоре после окончания Гражданской войны в России. | Фонд Дороти и Арти Макферрин, США                                           |

### Несколько прочих яиц
Первый владелец, заказчик или год изготовления этих яиц точно неизвестны. Тем не менее, все они рассматриваются хотя бы частью специалистов по творческому наследию фирмы «Фаберже», как подлинные (что отличает их от поддельных яиц и поздних подражаний). Возможно, принадлежали кому-то из членов императорской семьи или высшего общества Российской империи.
| № | Год           | Изображение | Название                       | Особенности | Первый владелец | Владелец                                                                    |
| - | ------------- | ----------- | ------------------------------ | --- | --------------- | --------------------------------------------------------------------------- |
| 1 | 1899          |             | «Весенние цветы»               | Золотое, эмалевое яйцо на подставке из бавенита. Раскрывается на две части, представляя свой сюрприз — корзинку подснежников. Предполагается, что данный предмет происходит из коллекции императрицы Марии Фёдоровны в Гатчинском дворце, однако эта версия вызывает вопросы. В частности, бросается в глаза сходство букета с сюрпризом из яйца «Зимнее». По одной из версий, яйцо было подарено вдовствующей императрице не императором, а другим членом императорской семьи (иные подобные случаи неизвестны). | Неизвестно      | Музей Фаберже в Санкт-Петербурге (фонд «Связь времён» Виктора Вексельберга) |
| 1 | 1886          |             | «Ляпис-лазурное»               | Внутри сюрприз: миниатюрная императорская корона и подвеска в виде рубинового яйца. Повтор типа «Курочка» | Неизвестен      | Художественный музей Кливленда, Кливленд, штат Огайо, США                   |
| 2 | ок. 1885—1891 |             | «Яйцо с полосками синей эмали» | Сюрприз — агатовый кролик с рубиновыми глазами (по всей вероятности, представляет собой фигурку, изготовленную фирмой Фаберже отдельно, в ряду многих других подобных анималистических фигурок, которой затем, по версии сторонников подлинности предмета, заменили утраченный первоначальный сюрприз). | Неизвестен.     | Коллекция наследников Ставроса Ниархоса, Париж, Франция                     |
| 3 | 1899          |             | «Розовое кварцевое яйцо»       | Повторяет тип императорского яйца «Букет лилий». | Неизвестен.     | Частная коллекция.                                                          |
| 4 | 1899—1903     |             | «Скандинавское»                | Повторяет тип «Курочка». Мастер — Михаил Перхин Происхождение этого яйца достоверно прослеживается от диктатора Норвегии В. Квислинга, в сейфе которого оно было обнаружено (отсюда название). | Неизвестен.     | Музей Фаберже в Санкт-Петербурге (фонд «Связь времён» Виктора Вексельберга) |
| 5 | 1917          |             | «Сумеречное»                   | Мозаичное яйцо из ляпис-лазури. Хранится в частной коллекции. Сюрприз утрачен. Единственный раз появлялось на аукционе в 1970-х годах, предположительно, было куплено предшествующим владельцем в Харбине, Китай, вскоре после поражения Белой армии на востоке России. | Неизвестен.     | Частная коллекция.                                                          |

## Критические оценки
Наряду с многочисленными восторженными оценками, изделия Фаберже получали порой и резко отрицательную оценку от представителей эстетской и артистической среды, которые характеризовали эти артефакты как воплощение дурного вкуса. Известно высказывание Владимира Набокова, охарактеризовавшего работы мастерской Фаберже как «разнузданную безвкусицу» (grotesque garishness), которую в его семье презирали.

## Подделки и копии
Один из примеров: «Курочка Кельха» была продана Малкольму Форбсу под видом одного из императорских яиц, что, естественно, повысило её цену. Приём был таков: миниатюра с изображением Варвары была заменена на изображение цесаревича Алексея, кроме того, были изменены и выложенные из драгоценных камней инициалы. Только поздние исследования позволили восстановить истинную принадлежность. После приобретения Вексельбергом коллекции Форбса в ней было выявлено ещё несколько сомнительных вещей, в частности, на официальном сайте собрания больше не фигурирует зелёное «Яйцо с копытами» из боуэнита на золотых ножках-копытцах, с миниатюрным портретом-сюрпризом Александры Фёдоровны, которое, как считалось раньше, было подарено императрицей одному из её приближённых. Также больше нет упоминаний о «Яйце-Конфетнице».
Известно много подделок яиц Фаберже, причём некоторые из них, сделанные неизвестными талантливыми мастерами, сами по себе представляют истинные произведения искусства, но клеймо Фаберже значительно увеличивает их товарную стоимость. В результате, во второй половине 1990-х годов Метрополитен-музей в Нью-Йорке провёл выставку подделок миниатюр Фаберже.
В 2008 году было объявлено о воссоздании компании Fabergé и планах возобновления производства знаменитых инкрустированных драгоценностями яиц.

## В культуре

### В дизайне
Стилизованные изображения яиц Фаберже нередко используются в дизайне тканей, обоев, шёлковых платков (коллекция «Яйца Фаберже» от Hermès, 1980-е), посуды, ювелирных изделий и различной бижутерии (серьги, кулоны, подвески и т. д.). Самая дорогая в мире дамская сумочка, оценённая в 6,7 млн $, была выполнена в форме яйца Фаберже из яйца эму с использованием почти 8 тысяч бриллиантов, 24-каратного золота, серёжек от Cartier для застёжки и одноимённого шарфа Hermès в качестве подкладки (дизайнер Debbie Wingham, 2019).

### В литературе
- Яйцо Фаберже фигурирует в рассказе Яна Флеминга «Собственность леди» (1964).
- Находка коллекции из семи последних предреволюционных яиц Фаберже фигурирует во второй повести трилогии «Антиквар» А. Бушкова — «Последняя пасха» (2008).

### В кинематографе
- Похищением яйца «Коронационное» занимаются персонажи фильмов «Осьминожка» (цикл про Джеймса Бонда) и «Двенадцать друзей Оушена», а также «Любовь среди воров» . Изготовление копии яйца из обычного металла для съёмок фильма «Двенадцать друзей Оушена» обошлось в 4000 долларов США.
- Яйца Фаберже фигурируют, как правило, в качестве объекта хищного интереса, в лентах «Привидение с шофёром» (Fantôme avec chauffeur) (с Филиппом Нуаре), «No Dogs Allowed», «Беглец», «Тайна ордена», одной из эпизодов сериала «Она написала убийство».
- В фильме «Что могло быть хуже?» похищают вымышленное яйцо Фаберже.
- Несколько раз яйца Фаберже упоминаются в анимационном сериале «Симпсоны».
- В фильме «Кодекс вора» пожилой вор, специализирующийся на краже драгоценностей, берёт в напарники менее опытного коллегу, чтобы совершить грандиозное ограбление (яйца Фаберже) в счёт уплаты долга русской мафии.
- В фильме «Подпасок с огурцом» из цикла «Следствие ведут ЗнаТоКи» действие разворачивается вокруг банды мошенников, занимающихся в том числе подделкой ювелирных изделий Фаберже.
- В сериалах «И всё-таки я люблю…» и «Воздействие» действие одного из сюжетов вращается вокруг яйца Фаберже.
- В сериале «Звездочёт» главный герой пытается сбыть поддельное яйцо Фаберже.
- В фильме «Любовь-морковь 3».
- В сериале «Черная лагуна» (а также в адаптации «Закрытая школа») отца одного из героев убили из-за одного из яиц Фаберже.
- В фильме «Мамочка — убийца-маньячка» одна из героинь коллекционировала яйца Фаберже.
- В сериале «Виртуозы» в одном из сюжетов мошенники в качестве приманки организуют инсценировку кражи яйца Фаберже.
- В фильме «1+1» герой фильма — выходец из Сенегала Дрисс, который пришёл в дом богатого паралитика, чтобы получить справку в целях последующего получения пособия по безработице, пользуясь случаем крадёт одно из яиц, выставленных в прихожей. Впоследствии он теряет яйцо, но потом, с трудом отыскав, возвращает его владельцу.
- В британском сериале «Spine Chillers» в одной из серий фигурирует яйцо Фаберже (однако была допущена историческая ошибка — героиня говорит, что яйцо ей подарил «царь Пётр», который правил в начале XVIII века, тогда как яйца Фаберже начали создавать в конце XIX века).
- Слово «Фаберже» используется как эвфемизм мужских тестикул героем фильма Андрея Звягинцева «Левиафан».
- В сериале «Острые козырьки» одно из яиц используется как часть сделки с бежавшей в Англию русской аристократией.
- В фильме «Ночные игры» главные герои в ходе импровизированной игры пытаются выкрасть яйцо Фаберже.
- В сериале «Ривердейл» одно из яиц Фаберже купил Хирам Лодж.
- В сериале «Молодой Морс» в серии "Муза" в одном из центральных сюжетов фигурирует яйцо великой княжны Анастасии.
- В фильме «Яйцо Фаберже» грабители похищают одно из яиц.

### В музыке
- Песня  «Яйца» группы «Скала Фреглов»

- Песня «Яйца Фаберже» группы «Ногу свело».
- Песня «Родина» группы «Би-2».
- Название музыкальной группы «ЯйцЫ Фаберже».